# Manufatura dos Gobelins

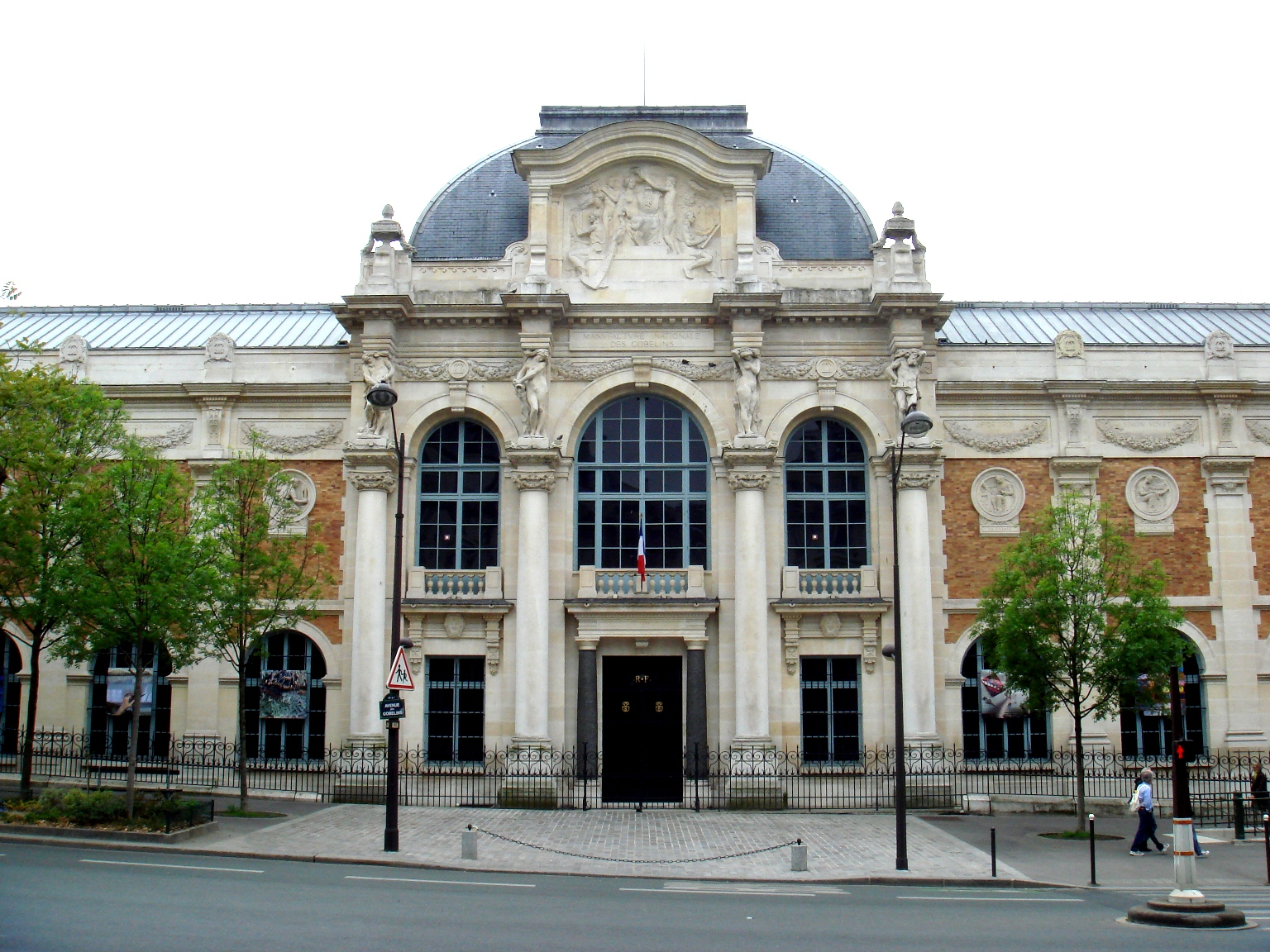
Manufatura dos Gobelins em 1880

Manufatura dos Gobelins (no idioma francês Manufacture des Gobelins) é uma fábrica histórica de tapeçaria em Paris, França. Está localizado na avenue des Gobelins, perto da estação de metrô Les Gobelins no 13.º arrondissement de Paris.
No passado uma fábrica real que abastecia a corte dos monarcas franceses desde Luís XIV, é administrada pela Administração Geral de Mobiliário Nacional e pela Fábrica Nacional de Tapetes e Tapeçarias do Ministério da Cultura da França. A fábrica está aberta para visitas guiadas. A Galerie des Gobelins organiza exposições temporárias das coleções do Mobilier National, construído por Auguste Perret em 1935.

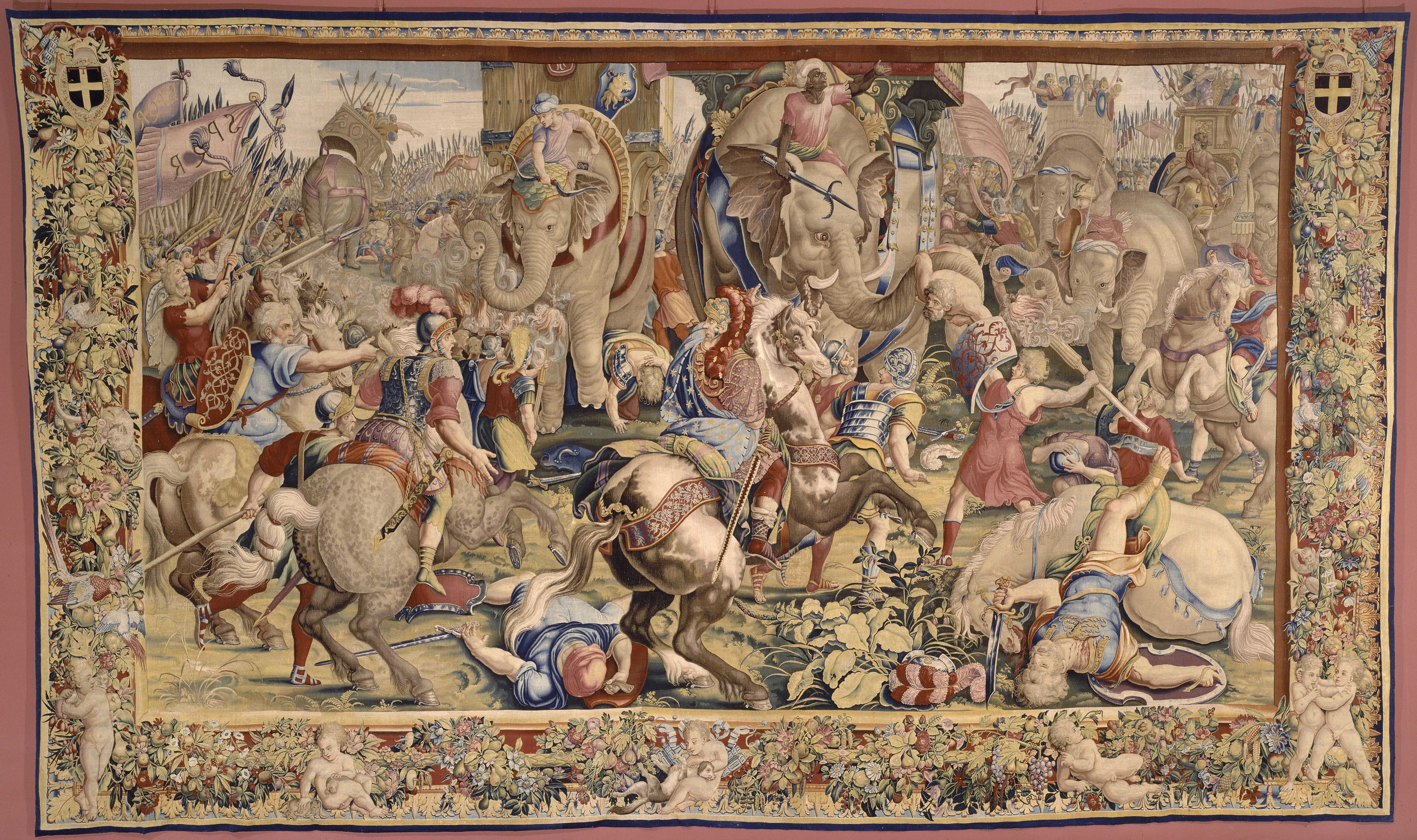
Tapeçaria da Batalha de Zama, inspirada em Giulio Romano, fabricada para Luís XIV em 1688-1690 (Museu do Louvre)

## História
O nome Gobelins se tornou famoso devido a uma família francesa de tintureiros e costureiros (provavelmente de Reims) que se estabeleceram por volta de 1450 no Faubourg Saint Marcel, nas margens do rio Bievre, a sudeste de Paris. O chefe fundador da empresa era Jehan Gobelin (c.1410-76), que descobriu um corante escarlate e gastou tanto dinheiro o promovendo que foi apelidado de "la folie Gobelin". A família fez uma fortuna na indústria de tingimento antes de desistir no final do século XVI.
Em 1601 as obras foram arrendadas a Henrique IV de França, o rei desejava estabelecer uma indústria de tapeçaria francesa capaz de competir com as florescentes indústrias de tecelagem da Antuérpia e da Bruxelas, e assim assumiu a fábrica de Gobelins com o propósito de fazer tapeçarias. Ele também convidou tecelões flamengos para se estabelecerem na França e ajudar a criar a nova escola francesa. Inicialmente, os trabalhos eram feitos pelos fabricantes de tapeçarias flamengos François de la Planche e Marc de Comans. Então, em 1629, o controle passou para seus filhos Raphael de la Planche e Charles de Comans. Sua parceria terminou em 1650 e as oficinas foram divididas em duas. As tapeçarias feitas durante este período flamengo são por vezes designadas por pré-gobelins.
"Luis XIV visita a Manufatura de Gobelins", (1667), tapeçaria Gobelins criada por Le Brun, a peça possui 3,70m de altura por 5,76m de largura
Em 1662, os prédios da fábrica de Faubourg Saint Marcel, juntamente com os terrenos adjacentes, foram comprados por Colbert em nome de Luis XIV e dedicados a estofamentos em geral. Com o título oficial de "Manufacture Royale des Meubles de la Couronne", fornecia ao rei não apenas tapeçaria, mas também todo tipo de produto (exceto os tapetes que eram tecidos na fábrica de Savonnerie) necessários para o mobiliário dos palácios. Seu primeiro diretor foi Charles Le Brun, pintor oficial do rei, decorador no Castelo de Vaux-le-Vicomte para Nicolas Fouquet (Superintendente de Finanças na França, 1653-1661), gerente criativo do Palácio de Versalhes, decorador da Galerie d'Apollon no Louvre e muito mais. Quando assumiu o controle, empregou um grande número de artesãos em disciplinas como ourivesaria, fabricação de móveis, pintura e tecelagem, para produzir objetos para os palácios do rei. Le Brun também foi um desenhista de tapeçaria excepcional (cartunista), e sua obra-prima intitulada "Luis XIV visita a Manufatura de Gobelins" (1667), ilustrando uma visita feita pelo rei em 15 de outubro de 1667 Outros desenhos de tapeçaria de Le Brun incluíam desenhos para "Os Quatro Elementos" e "As quatro estações", bem como "Os Meses do Ano".
Em 1694, os trabalhos foram encerrados devido às dificuldades financeiras de Luís XIV, três anos depois reabriram apenas a tecelagem das tapeçarias, apesar das dificuldades continuaram sendo considerados a principal oficina de tapeçaria na Europa durante a maior parte do século XVIII. Tecelões qualificados eram pagos de acordo com o tipo e complexidade de seu trabalho; por exemplo, os responsáveis por tecer tons de pele, cabeças ou figuras recebiam os salários mais altos. Os temas incorporados às tapeçarias dos Gobelins variaram de acordo com a demanda. Durante o reinado de Luís XIV, as tapeçarias normalmente exaltavam a majestade imperial do Rei Sol, mas os temas do século XVIII eram muito mais alegres, embora mais visualmente criativos, com novas cores e desenhos.
Nos anos 1770 a fábrica adaptou sua produção ao neoclassicismo sob o pintor Pierre-François Cozette. A fábrica fechou temporariamente em 1793 e foi reorganizada em 1794 após a Revolução Francesa. O Cornice' de Salut Public (Comitê Republicano de Segurança Pública) examinou os temas das tapeçarias na produção, condenando 120 peças como reacionárias e 136 como frívolas. Muitas residências e prédios públicos foram saqueados pelos revolucionários e suas tapeçarias destruídas. O governo de Napoleão em 1830 instruiu Manufatura dos Gobelins a escolherem temas da história da França, particularmente da Revolução, e aumentarem a produção para mobiliar os palácios imperiais.
Os desenvolvimentos em Gobelins durante a era da arte moderna (1850–1960) incluíram o quase desastre de 1871, quando algumas das oficinas dos Gobelins foram incendiadas pelos Communards—partidários da comuna de Paris de curta duração, formada na esteira da Guerra Franco-Prussiana. Em 1912, um novo edifício substituto foi projetado e construído pelo arquiteto francês Jean-Camille Formige (1845-1926) na avenue des Gobelins. Também durante as primeiras décadas do século XX, as modas gêmeas da arte abstrata e do surrealismo se refletiram em novos desenhos para as tapeçarias Gobelins e os tapetes Savonnerie. Este último, em particular, teve uma enorme influência nos projetos de outras oficinas de carpetes no Ocidente.

## Galeria
- Morte de Constantino tapeçaria (uma de uma série) a partir de uma arte de Rubens feito por Filippe Maëcht e Hans Taye na oficina de Comans-La Planche, 1623-1625.
- Batalha de Zama a partir de uma arte de Jules Romain, para Luis XIV em 1688-1690 (Louvre).
- Tapeçaria Gobelins, por volta de 1680, no Musée Nissim de Camondo, Paris.
- A saída do embaixador turco do Jardim das Tulherias (Embaixada do Império Otomano de Mehemet Effendi), Ateliê Lefebvre et Mommerqué, Gobelins, 1734-1737.
- "Alegoria de Fogo" (detalhe em 'Vênus visitando Vulcano"), projetado de 1758 a 1767, tecido entre 1764 e 1771